# 井上庄七
井上 庄七（いのうえ しょうしち、1924年 - 1987年3月）は、日本の哲学者。

## 来歴
大阪府生まれ。京都帝国大学文学部哲学科卒。
神戸大学文理学部助教授、神戸大学文学部教授。在職中に死去。

## 著書
- 井上庄七遺文集 井上庄七遺文集刊行委員会 1988年8月
- 近世哲学史論集 野田又夫編 朝日出版社 1989年10月

## 共編著
- 現代の哲学者 清水正徳共編著 福村出版 1974年
- デカルト方法序説入門 森田良紀共編 1979年1月（有斐閣新書）
- 自然観の展開と形而上学 西洋古代より現代まで 小林道夫共編 紀伊国屋書店 1988年4月

## 翻訳
- ブルーノ / シェリング 服部英次郎共訳 1955年（岩波文庫）
- 政治論 スピノザ 世界の大思想 第9巻 河出書房新社 1966年
- 省察（森啓共訳）哲学の原理（水野和久共訳）デカルト 世界の名著 第22 中央公論社 1967年
- 真理の探求 デカルト著作集 4 白水社 1973年
- デカルト伝 アドリアン・バイエ 井沢義雄共訳 講談社 1979年4月